# Diplocentrus tehuano
Espèce
Diplocentrus tehuano est une espèce de scorpions de la famille des Diplocentridae.

## Distribution
Cette espèce est endémique de l'État d'Oaxaca au Mexique. Elle se rencontre vers Santo Domingo Tehuantepec.

## Description
Le mâle holotype mesure 50,45 mm et la femelle paratype 51,35 mm.

## Étymologie
Son nom d'espèce lui a été donné en référence aux Tehuanos.

## Publication originale
- Francke, 1977 : Scorpions of the genus Diplocentrus from Oaxaca, Mexico (Scorpionida, Diplocentridae). Journal of Arachnology, vol. 4, no 3, p. 145-200 (texte intégral).